# Calatabiano (przystanek kolejowy)
Calatabiano (wł. Stazione di Calatabiano) – stacja kolejowa w Calatabiano, w prowincji Katania, w regionie Sycylia, we Włoszech. Stacja znajduje się na linii Mesyna – Syrakuzy
Według klasyfikacji RFI ma kategorię brązową.

## Linie kolejowe
- Linia Mesyna – Syrakuzy